# Volea-Liubîtivska, Kovel
Volea-Liubîtivska (în ucraineană Воля-Любитівська) este un sat în comuna Liubîtiv din raionul Kovel, regiunea Volînia, Ucraina.

## Demografie
Componența lingvistică a localității Volea-Liubîtivska
     Ucraineană (98,74%)
     Alte limbi (0,5%)
Conform recensământului din 2001, majoritatea populației localității Volea-Liubîtivska era vorbitoare de ucraineană (98,74%), existând în minoritate și vorbitori de alte limbi.